# Ohreulen
Die Ohreulen  (Asio) sind eine Gattung der Eigentlichen Eulen (Strigidae). Die Gattung ist weltweit verbreitet mit acht rezenten Arten. Es handelt sich um mittelgroße bis große Eulen. Die meisten Ohreulen sind nachtaktiv und jagen vor allem Kleinsäugetiere. In Europa leben die Sumpfohreule (Asio flammeus) sowie die Waldohreule (Asio otus).

## Arten
Die folgende Liste stellt die einzelnen Arten der Ohreulen vor.
- Äthiopien-Waldohreule (Asio abyssinicus)
- Kapohreule (Asio capensis)
- Schreieule (Asio clamator)
- Sumpfohreule (Asio flammeus)
  - Galápagos-Ohreule (Asio flammeus galapagoensis)
- Madagaskar-Waldohreule (Asio madagascariensis)
- Waldohreule (Asio otus)
- Styxeule (Asio stygius)